# Schmähkritik
Die Schmähkritik ist eine Äußerung, bei der nicht mehr die Auseinandersetzung in der Sache, sondern die Diffamierung der Person im Vordergrund steht. Polemische oder überspitzte Kritik ist hiervon noch nicht erfasst; erforderlich ist vielmehr, dass die Meinungsäußerung in der Herabsetzung der Person besteht.
Das Bundesverfassungsgericht (BVerfG) stellt wegen der besonderen Bedeutung der Meinungsfreiheit in einer Demokratie an die Einstufung einer Äußerung als Schmähkritik hohe Anforderungen. Der Schutz von Meinungsäußerungen, die sich als Schmähung Dritter darstellen, tritt hinter dem Persönlichkeitsschutz zurück. Die Wahrnehmung berechtigter Interessen (§ 193 StGB) kann eine Schmähkritik rechtfertigen, wenn sie als „Recht zum Gegenschlag“ eine angemessene Reaktion dessen, der sie geäußert hat, auf das fragwürdige Verhalten des ihn Angreifenden darstellt. Ein satirischer Gesamtcharakter kann gegen die Annahme sprechen, der Angegriffene habe als Person angeprangert werden sollen.

## Gerichtsentscheidungen
Weil die für den Begriff der Schmähkritik relevanten Gesetzestexte auch unbestimmte Rechtsbegriffe enthalten, erfordert das Verständnis der Rechtslage regelmäßig einen Blick auf die konkrete Rechtsprechung. Obergerichte urteilen im Vergleich zu den Vorinstanzen in bekannten Fällen mitunter liberaler zugunsten der Meinungsfreiheit:

### „Zwangsdemokrat“-Beschluss
In dem sogenannten Zwangsdemokrat-Beschluss aus dem Jahr 1990 schreiben die Verfassungsrichter:

„Eine Meinungsäußerung wird nicht schon wegen ihrer herabsetzenden Wirkung für Dritte zur Schmähung. Auch eine überzogene und selbst eine ausfällige Kritik macht für sich genommen eine Äußerung noch nicht zur Schmähung. Eine herabsetzende Äußerung nimmt vielmehr erst dann den Charakter der Schmähung an, wenn in ihr nicht mehr die Auseinandersetzung in der Sache, sondern die Diffamierung der Person im Vordergrund steht.“

Führer der Verfassungsbeschwerde war der Journalist Ralph Giordano, der sich gegen ein Urteil des Oberlandesgerichts München wehrte. Das Verbot verletze ihn in seinem Grundrecht auf Meinungsfreiheit. Giordano hatte in seinem 1987 erschienenen Buch Die zweite Schuld oder: Von der Last Deutscher zu sein den ehemaligen bayerischen Ministerpräsidenten Franz Josef Strauß (CSU) als „Zwangsdemokraten“ bezeichnet. Dazu führte er unter anderem aus, in der Bundesrepublik bestehe eine große Sehnsucht nach einem „starken Mann“; zum Hauptauserkorenen dieser Sehnsucht und zu ihrer Symbolfigur sei der CSU-Politiker Strauß geworden. Das BVerfG gab im Beschluss des Ersten Senats vom 26. Juni 1990 Giordano Recht.

### Beschluss bezüglich Kritik an Amtsrichtern
In einem Beschluss aus dem Jahr 2014 gaben die Verfassungsrichter einem Beschwerdeführer Recht, welcher eine Dienstaufsichtsbeschwerde gegen das seinen Worten nach „schäbige, rechtswidrige und eines Richters unwürdige Verhalten der Richterin“ gestellt hatte und darin über die Richterin weiter ausführte, „sie müsse effizient bestraft werden um zu verhindern, dass diese Richterin nicht auf eine schiefe Bahn gerät“. Dieser Beschwerdeführer war vorinstanzlich wegen Beleidigung zu einer Geldstrafe verurteilt worden.
Laut der Verfassungsrichter jedoch gehe es in der Äußerung, es müsse verhindert werden, dass die Richterin auf eine schiefe Bahn gerate, nicht allein um eine Verunglimpfung der Betroffenen, sondern auch um eine Auseinandersetzung, die einen sachlichen Hintergrund hat. Denn der Beschwerdeführer habe sich auf das von ihm in der Dienstaufsichtsbeschwerde kritisierte Verhalten bezogen und eine Überprüfung dieses Verhaltens durch eine übergeordnete Stelle bezweckt. Somit handele es sich zwar um polemische und überspitzte Kritik, welche aber eine sachliche Auseinandersetzung zur Grundlage habe. Bezüglich der weiteren Äußerungen habe das Landgericht seine Einordnung als Schmähkritik überhaupt nicht begründet, so die Verfassungsrichter.

### „Obergauleiter“-Beschluss
Laut einem Beschluss des Bundesverfassungsgerichts aus dem Jahr 2017 hatten die vorinstanzlichen Gerichte die Bezeichnung des Grünen-Politikers Volker Beck als „Obergauleiter der SA-Horden“ zu Unrecht als Schmähkritik eingestuft. Beschwerdeführer war der rechtsextremistische Politiker Markus Beisicht, welcher von den Vorinstanzen wegen Beleidigung verurteilt worden war. Wegen seines die Meinungsfreiheit verdrängenden Effekts ist der Begriff der Schmähkritik eng zu verstehen, bekräftigten hingegen die Verfassungsrichter. Nach Ansicht des Verfassungsgerichts hatten die Vorinstanzen die Absicht Beisichts verkannt, Becks „Vorverhalten“ kritisieren zu wollen. Der Grünen-Politiker habe sich maßgeblich an einer Blockade beteiligt und die Demonstranten, zu denen auch Beisicht gehörte, als „braune Truppe“ und „rechtsextreme Idioten“ beschimpft. Es sei Beisicht daher nicht allein um eine Herabsetzung Becks gegangen. Vor diesem Hintergrund hätten die Vorinstanzen Meinungsfreiheit und Persönlichkeitsrechte gegeneinander abwägen müssen, statt Beisichts Tiraden als „Schmähkritik“ zu kategorisieren, bei der jede Abwägung entfällt.